# 克利切夫區
克利切夫區是白俄羅斯東部莫吉廖夫州的一個區，行政中心为克利切夫，面積1,800.32平方公里，2009年人口17,246，人口密度每平方公里9.6人。